# Photokore
Photokore（フォトコア）とは、マイクロストックフォトサイトであり、アジアをベースにするのが特長である。
同社はアジアの写真家やイラストレーターの作品を世界に発表する場を設けることを目的に設立されたが、アジア以外の写真家やイラストレーターが急成長するアジア市場に参入する機会を提供することも目的とされている。
フォトコアのサイトでは、誰でもがの画像を検索・購入・ダウンロードすることができる。サイトは現在、英語・日本語・韓国語・中国語（簡体）・インドネシア語・ベトナム語・タイ語・ヒンディー語・ポルトガル語・スペイン語・フランス語・ドイツ語で提供されている。
マイクロストックフォトのサイトでは、コントリビューターと呼ばれる多数の会員が作成した、新しい画像が常に追加・更新されるのが特長のひとつである。

## コントリビューター（会員）
コントリビューターは、アマチュアからプロの写真家・イラストレーターまで、国を問わず幅広く構成されている。
コントリビューターとして登録するのは無料だが、提出される作品は品質や適性について審査を受ける。この審査を通った画像だけが検索・販売用としてサイトにアップされる。画像の著作権は作者であるコントリビューターに帰属したまま画像の使用権がサイトで販売され、コントリビューターはその使用料を手にすることになる。